# John Roebuck
John Roebuck (* 1718 in Sheffield; † 17. Juli 1794 in Bo’ness, Falkirk, Schottland) war ein englischer Erfinder. Er spielte eine bedeutende Rolle in der industriellen Revolution.

## Leben und Werk
Roebuck wurde in Sheffield geboren, wo sein Vater ein gut gehendes Geschäft unterhielt. Nachdem er in Sheffield das Gymnasium besucht hatte, besuchte er die Philip-Doddridge-Akademie in Northampton. Er studierte danach Medizin in Edinburgh, wo er auch durch die Vorlesungen von William Cullen und Joseph Black in Kontakt mit der Chemie kam. Er graduierte schließlich an der Universität Leiden im Jahre 1742.
Roebuck praktizierte eine Zeit lang in Birmingham, verbrachte aber eine geraume Zeit mit Chemie und deren praktischen Anwendungen. Zu seinen bedeutendsten Erfindungen in dieser Zeit gehört die Einführung von Bleikammern für die Herstellung von Schwefelsäure im Jahre 1746, das sogenannte Bleikammerverfahren. Schon 1749 gründete er zusammen mit Samuel Garbett eine Fabrik für die Schwefelsäureproduktion in Prestonpans in Schottland, auf deren Produktion er einige Jahre ein Monopol besaß. Seine Methode sprach sich aber herum und da er die Erfindung nicht patentiert hatte, konnte er andere nicht auf Dauer daran hindern, seine Methode anzuwenden.
Er investierte danach in ein Eisenwerk, in die Alkaliproduktion sowie eine Kohlenmine, die jedoch weniger erfolgreich waren.
Nachdem er von James Watt und seinen Erfindungen gehört hatte, investierte er in die Dampfmaschine und unterstützte Watt bei der Verbesserung seiner Erfindung. Die Anteile an Watts Erfindung musste er jedoch wegen anhaltender Erfolglosigkeit seiner anderen Unternehmungen verkaufen. Er blieb jedoch der angestellte Betreiber der Kohlenmine und ließ sich in der Nähe von Bo’ness in Schottland nieder. 1783 wurde er zum Mitglied der Royal Society of Edinburgh gewählt.